# Clifton (Idaho)
Clifton is een plaats (city) in de Amerikaanse staat Idaho, en valt bestuurlijk gezien onder Franklin County.

## Demografie
Bij de volkstelling in 2000 werd het aantal inwoners vastgesteld op 213. In 2006 is het aantal inwoners door het United States Census Bureau geschat op 234, een stijging van 21 (9,9%).

## Geografie
Volgens het United States Census Bureau beslaat de plaats een oppervlakte van 5,8 km², geheel bestaande uit land. Clifton ligt op ongeveer 1479 m boven zeeniveau.

## Plaatsen in de nabije omgeving
De onderstaande figuur toont nabijgelegen plaatsen in een straal van 28 km rond Clifton.